# Volvo EX40
A Volvo EX40 egy szubkompakt luxus crossover SUV, amelyet a Volvo Cars gyárt 2020 óta. Eredetilet Volvo XC40 Recharge típusnéven került forgalomba, 2024-ben viszont a Volvo átnevezte Volvo EX40-re, hozzáigazítva azt az újabb akkumulátoros elektromos modellekhez, például az EX30-hoz és az EX90-hez.
A kupé változata ferde hátsó tetővel 2021-ben jelent meg Volvo C40 Recharge néven, melyet 2024-ben átnevezték Volvo EC40-re.

## Története
Az XC40 Recharge Pure Electric a Volvo első akkumulátoros elektromos modellje, amelyet 2019. október 16-án mutattak be. 78 kWh-s akkumulátorcsomag hajtja.
2020 végén került értékesítésre, korlátozott mennyiségben elérhető bizonyos piacokon. A Volvo bejelentette, hogy az XC40 Recharge után azt tervezi, hogy évente egy új elektromos autótípust dob piacra, és vállalja, hogy 2025-ig modellkínálatának felét teljesen elektromossá teszi.
2023-ban az egymotoros változatot felülvizsgálták, és az elsőkerék-meghajtás helyett a hátsókerék-meghajtást alkalmazták. 25 év után ez az első Volvo autótípus hátsókerék-hajtású változata. A felülvizsgált változat új motort kapott, ami jobb hatótávot és hatékonyságot eredményezett.
2024-ben az XC40 Recharge-ről átnevezték EX40-re.

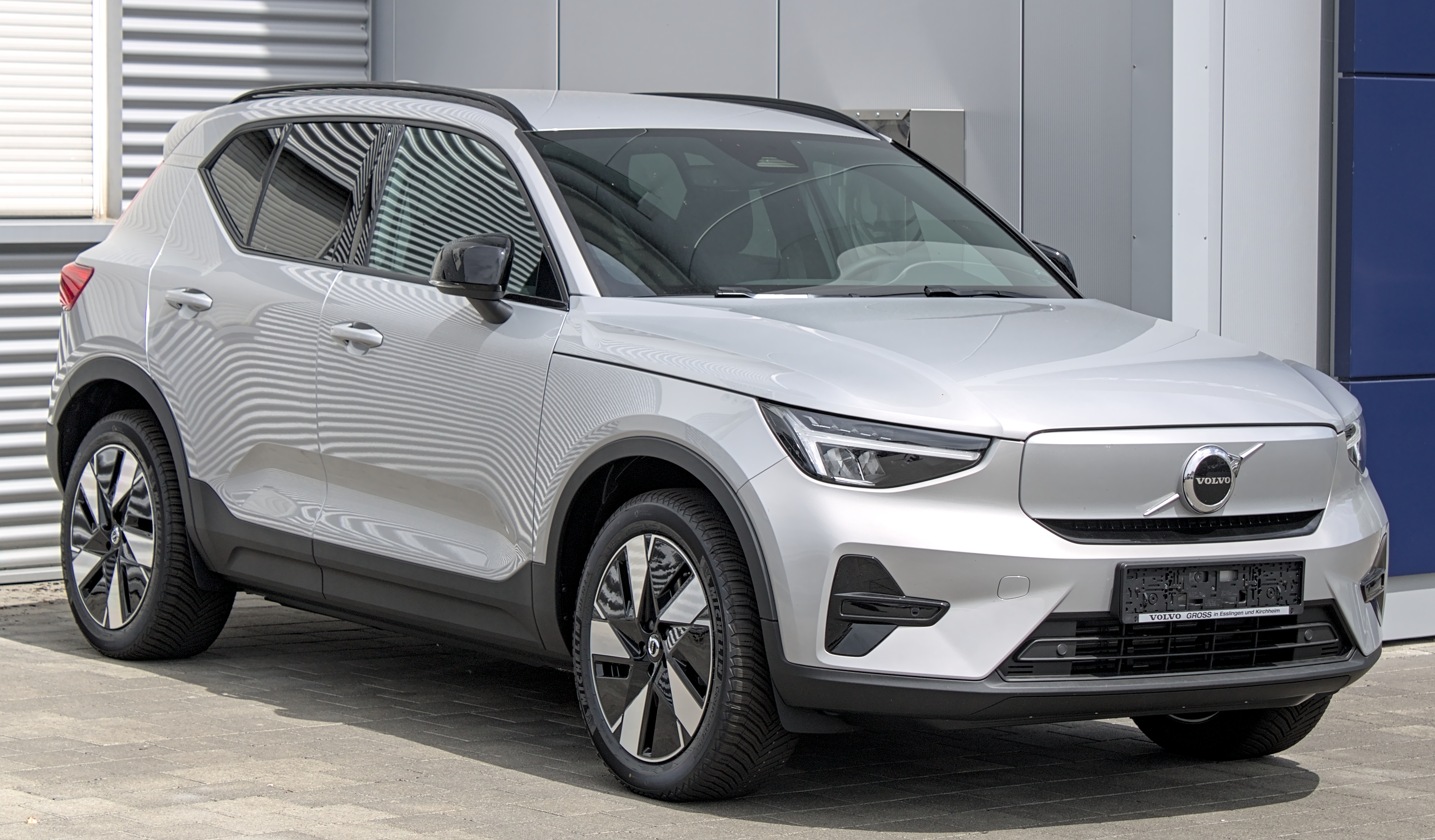
Elölnézetből